# Scyloxes
Scyloxes is een geslacht van spinnen uit de familie lijmspuiters.

## Soorten
- Scyloxes asiatica Dunin, 1992